# Conair
Conair Corporation, mais conhecida como Conair, é uma empresa norte-americana com sede em Stamford, em Connecticut, que produz pequenos eletrodomésticos, produtos de higiene pessoal e produtos de saúde e beleza para profissionais e consumidores. Foi fundada em 1959 e hoje possui várias divisões.

## História
Fundada em 1959 em uma garagem em Queens, no estado de Nova York, a Conair começou vendendo rolos de cabelo e secadores de cabelo. Ela continuou a se expandir, se tornando uma empresa pública em 1972, mas tornou-se privada novamente após uma aquisição em 1985. Foi propriedade do cofundador e presidente Leandro Rizzuto até falecer em 2017.
A Conair é uma das maiores produtoras de aparelhos para o cuidado dos cabelos, desde secadores de cabelo e modeladores até seus inovadores modeladores Curl Secret e Miracurl. A empresa também fabrica uma ampla gama de eletrodomésticos para cozinha sob as marcas Cuisinart e Waring.
Em 2002, Rizzuto admitiu ter feito evasão fiscal associada ao seu mandato como CEO da Conair e foi condenado a uma pena de  20 a 37 meses de prisão.
A Conair adquiriu a Cuisinart em 1989, a Waring Products em 1998 e a fabricante de bolsas Allegro em 2007. A Pollenex foi adquirida após a Jarden comprar a Holmes em 2005 e foi rebatizada como Conair Home em 2013.
Em 2019, o Transom Capital Group anunciou a compra da divisão de líquidos profissionais da Conair Corporation, que passou a se chamar Beauty Quest Group.

## Marcas
As marcas representativas por divisão incluem:

### Acessórios para cabelo e beleza
- Scünci
- Conair
- Allegro
- BaBylissPRO
- Barberology
- ConairPRO
- Leandro Limited
- ConairPRO Pet

### Cuisinart
- Cuisinart
- Griddler
- AirFryer
- Cuisinart Elite
- Cuisinart Advantage
- Chef's Classic
- Green Gourmet

### Waring Commercial Products
- Waring Commercial
- XPrep
- Bolt
- Café Deco

### Conair Hospitality
- Stay by Cuisinart
- Luna by Conair

### Cuisinart Resort and Spa
CuisinArt Resort and Spa é um hotel resort cinco estrelas localizado em Rendezvous Beach, em Anguila. O resort é inspirado na ilha grega de Mykonos. Ele possui móveis de vime e pinturas haitianas nas paredes. O restaurante formal à noite do hotel é Santorini e o bar informal Meditarraneo fica à beira da piscina. O Venus Spa possui 16 salas de tratamento e uma piscina Thalasso aquecida de água do mar. No resort há uma fazenda hidropônica que garante um excelente treinamento prático para estudantes concluintes de graduação ou diploma técnico. Ele possui estufas que cobrem cerca de 18.000 pés quadrados, fabricadas pela Agra Tech, Inc, e dois tanques para o cultivo de alface americana.

### Subsidiárias
A Conair vende seus produtos em mais de 100 países e possui escritórios e subsidiárias em mais de 12 países, incluindo a Babyliss SARL em Paris, na França.